# سلطان مراد بن يعقوب بن حسن قوصون
أبو المظفر سلطان مراد بن يعقوب بن حسن قوصون (بالفارسية: سلطان مراد بن یعقوب بن اوزون حسن) وهو أحد سلاطين الآق قويونلو، ولد في تبريز في 31 تموز 1490 وتوفي في أورفة سنة 1518.
عاش طفولته مخفيا في شروان
سبقه والده يعقوب بالحكم بين عامي 1478 - 1490، وكذلك جده حسن قوصون بين عامي 1457 - 1478، وقد وصل إلى الحكم بعد أن قتل أتباعه ابن عمه محمد بن یوسف في فارس سنة 1500، وقد أحضروه من شروان ثم أجلسوه على العرش وعمره 9 أعوام، ثم قام أتباعه بتوقيع معاهدة مع ابن عمه الوند بن یوسف واتفقوا على اقتسام الإراضي، فحكم أجزاء من الجزيرة العربية والعراق وعراق العجم وبلاد فارس وكرمان.
في 21 حزيران 1503، التقى إسماعيل الصفوي والسلطان مراد في مكان يسمى أبل إير، بالقرب من همدان. على الرغم من تفوق السلطان، فقد هزم جيش السلطان مراد. ألقي القبض على شقيق السلطان، وهرب السلطان مراد. وبعد ذلك، استمر في الحكم لمدة 5 سنوات في بغداد وحولها. وفي عام 1508، هرب السلطان مراد من جيش إسماعيل الصفوي وذهب إلى ديار بكر، حيث لجأ عند ذي القدر ثم عند العثمانيين.
كان متزوجا من ابنة أمير ذي القدر، وله من الأبناء يعقوب وحسن. توفي في أورفة سنة 1518.